# Mont-roig del Camp
Mont-roig del Camp és una vila i municipi de Catalunya situat a la comarca del Baix Camp, situat al sector central de la comarca, entre la serra de Colldejou i la mar Mediterrània. Està format per dos nuclis de població: el nucli antic a l'interior i la població de la Platja de Mont-roig a la zona costanera, a la Costa Daurada.

## Geografia
- Llista de topònims de Mont-roig del Camp (Orografia: muntanyes, serres, collades, indrets..; hidrografia: rius, fonts...; edificis: cases, masies, esglésies, etc).

| Entitat de població | Habitants (2024) |
| Miami Platja        | 8.043            |
| Mont-roig del Camp  | 3.706            |
| les Pobles          | 2.436            |
| Font: Idescat       |                  |

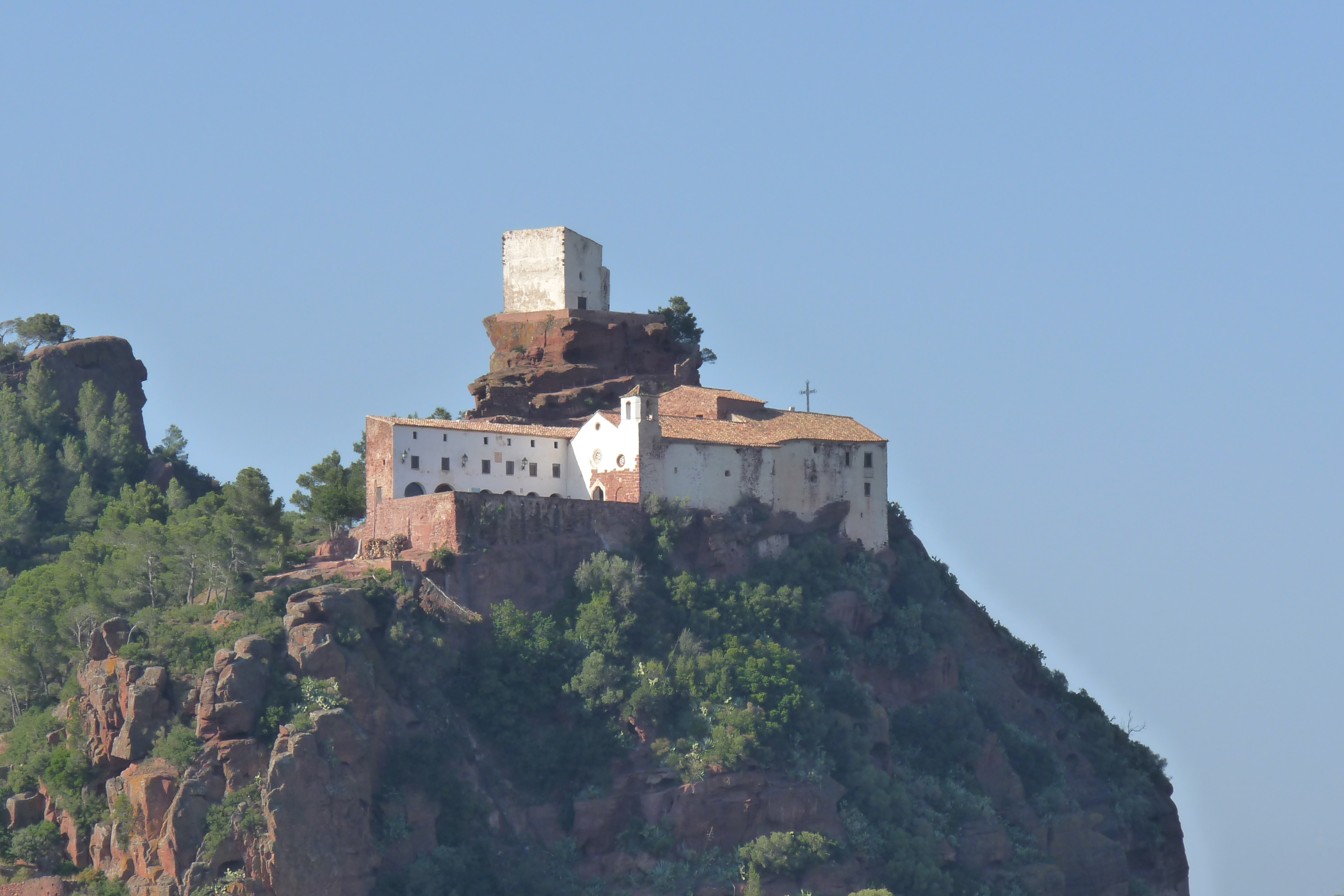
L'ermita de la Mare de Déu de la Roca amb la capella de Sant Ramon al capdamunt

El terme municipal de Mont-roig té una superfície de 63,69 km². Situat entre la riera de Riudecanyes i el riu de Llastres, i entre les serres de Colldejou i Llaberia i la mar. El municipi té una àmplia façana marítima d'uns vuit kilòmetres de llargada de costa plana i arenosa, amb apartaments, càmpings i hotels, sorgits anàrquicament als nuclis dels Pins de Miramar i Miami Platja i entorn de la platja de Rifà, vora les Pobles. El terme de Mont-roig és en general pla, travessat per alguns barrancs i rieres.
Hi destaca l'església nova de Sant Miquel, d'estil gòtic renaixentista i amb un doble portal totalment renaixentista, que va ser construïda entre 1574 i 1610.
Sobre un penyal de roca molt erosionat s'alça l'ermita de la Mare de Déu de la Roca, amb la capella de Sant Ramon. Al peu de la muntanya de la Roca es troba l'ermita del Peiró, construïda el 1757 per Josep Nuet, pagès de la vila, per als vells i malalts que no podien arribar al santuari. Saquejada i abandonada durant molts anys, va ser restaurada cap a començaments del segle XX pel Marquès de Mont-roig, títol concedit el 1889 a Antoni Ferratges de Mesa, polític i advocat.
Al mas Miró, propietat del pare de Joan Miró, a la zona coneguda com les Pobles, hi va residir el pintor llargues temporades des de 1911. Obres com La masia, Poble i església de Mont-roig, Mas Romeu i Hort amb ase estan ambientades en la residència de Mont-roig del Camp.

## Història
Apareix esmentat per primera vegada el 23 de gener de 1118. El document en qüestió és la carta de donació atorgada per Ramon Berenguer III al bisbe Oleguer en la qual apareixen determinats els límits d'una zona denominada Montem Rubeum. A la carta de donació d'Escornalbou a Joan de Sant Boi del 1158 apareix anomenat ja com a vila, amb una referència explícita al seu castell. Li va ser concedida la carta de població el 13 d'agost de 1180.
El 1181, el rei Alfons II d'Aragó va lliurar al bisbe els drets sobre el castell; drets que el 1185 van passar a l'església de Santa Tecla de Tarragona. El rei es va reservar la meitat de les rendes que més endavant va traspassar a la seva esposa Sança. Es va originar així un enfrontament entre la reina i l'arquebisbe Ramon de Castellterçol, que reclamava els seus drets sobre les rendes. El conflicte va finalitzar el 1198 amb un acord que reconeixia els drets de la reina sobre Mont-roig i els de l'arquebisbat sobre l'Albiol i La Riba. Tots els drets van quedar a les mans de l'església a la mort de Sança.
El 1282, alguns dels habitants de Mont-roig van participar en un assalt al castell de Tarragona a causa d'una disputa sobre els tributs que es pagaven. El rei Pere el Gran, com a represàlia, va ordenar al seu veguer que s'apoderés de tots els béns possibles dels homes del poble. El 1324 el poble va acudir a defensar Cambrils, que era atacat per les tropes castellanes. A Mont-roig hi hagué una comunitat jueva, que va ser espoliada pels mont-rogencs el 1391, i el poble hagué de comprar el perdó del rei aquell mateix any. Encara, el 1489, el jueu de Mont-roig Ramon Rebilles va ser processat, condemnat i reconciliat per la Inquisició de Tarragona.
Mont-roig va rebre diversos atacs de corsaris, el més important va ser el 1558, quan més de 300 moros van desembarcar a Salou i arribaren a Mont-roig, on van fer 18 captius i enderrocaren i saquejaren diverses cases. Encara el 1742 els corsaris desembarcaren a la platja de Mont-roig i s'emportaren diversos captius, que van tenir set anys al seu poder.
Mont-roig participava en la Comuna del Camp almenys des del 1339. L'agost de 1708 va ser designat com a lloc de reunió dels sometents aplegats per la Comuna per a lluitar a favor de l'Arxiduc.
El 8 de juny de 1808 el poble de Mont-roig es va revoltar, exigint la formació d'un sometent. El dia 13 es va organitzar una junta local. Durant tot aquell any es van succeir els enfrontaments entre els miquelets i les tropes napoleòniques. El 1811 el poble va sofrir un setge per part de tropes comandades pel general Suchet, que ocupà el poble i el saquejà durant dotze hores. Diversos habitants van ser afusellats i l'ermita del poble, incendiada. El 1838 els carlins es van fer forts en unes pletes a la vora del poble. Ell 1868 es van adherir a la Revolució de Setembre organitzant manifestacions republicanes amb gran èxit. Els federals van guanyar les eleccions generals del 1869 i el 1872, però en aquest darrer any s'hi formà una partida carlina.
Mont-roig té al seu terme municipal el despoblat de Miramar, a la vora del riu de Llastres, que depenia de l'arquebisbe de Tarragona. Constava d'unes 12 cases i de diverses masies aïllades. Fins a la fi del segle xix es conservaven en aquell lloc les restes d'un arc romà i fragments de la via Augusta, amb construccions, paviments, dipòsits i cisternes. Tenia un port on, el 1334, l'arquebisbe hi feia desembarcar el blat que venia de València, per combatre la carestia de la baronia d'Alforja. El 1406, l'arquebisbe Ènnec de Vallterra va concedir a la ciutat de Barcelona el dret de construir-hi un carregador on portarien el blat de Castella i Aragó per evitar pagar els impostos que els demanava Tortosa. El 1606 es van unificar els termes de Miramar i de Mont-roig, i el 1678 el lloc estava deshabitat.

## Demografia
| 1497 f | 1515 f | 1553 f | 1717 | 1787  | 1857  | 1877  | 1887  | 1900  | 1910  |
| ------ | ------ | ------ | ---- | ----- | ----- | ----- | ----- | ----- | ----- |
| 79     | 108    | 123    | 675  | 2.000 | 2.423 | 2.556 | 2.826 | 2.669 | 2.479 |

| 1920  | 1930  | 1940  | 1950  | 1960  | 1970  | 1981  | 1990  | 1992  | 1994  |
| ----- | ----- | ----- | ----- | ----- | ----- | ----- | ----- | ----- | ----- |
| 2.451 | 2.374 | 2.289 | 2.296 | 2.364 | 3.678 | 4.163 | 5.266 | 5.152 | 5.152 |

| 1996  | 1998  | 2000  | 2002  | 2004  | 2006  | 2008   | 2010   | 2012   | 2014   |
| ----- | ----- | ----- | ----- | ----- | ----- | ------ | ------ | ------ | ------ |
| 6.064 | 6.197 | 6.683 | 7.438 | 8.209 | 9.456 | 11.131 | 12.193 | 12.702 | 12.148 |

| 2016   | 2018   | 2020   | 2022   | 2024   | 2026 | 2028 | 2030 | 2032 | 2034 |
| ------ | ------ | ------ | ------ | ------ | ---- | ---- | ---- | ---- | ---- |
| 11.521 | 11.809 | 12.460 | 13.101 | 14.114 | -    | -    | -    | -    | -    |

## Economia[calcitació]
Al municipi s'observen dos grans nuclis urbans, Mont-roig del Camp i Miami Platja, especialitzats en activitats econòmiques clarament diferenciades:
- A la part de l'interior del municipi l'activitat principal és l'agricultura, destacant fonamentalment els cultius d'oliveres, ametllers, garrofers i també verdures i hortalisses. Cal destacar l'oli d'oliva D.O. Siurana, que és un dels productes principals de l'economia municipal.
- A la zona costanera, a Miami Platja, les seves característiques naturals han potenciat el desenvolupament d'una activitat turística molt important que s'ha anat incrementant als darrers anys fins a constituir-se com la principal font d'ingressos.

## Festes[calcitació]
El 8 de setembre es celebra un romiatge popular a l'ermita de la Mare de Déu de la Roca. En aquesta festa s'hi balla el Ball de Coques, amb la primera referència el 1816 i que es va ballar fins al Guerra Civil, posteriorment va ser recuperada el 1992. Històricament s'hi havien ballat altres balls com: La Moixiganga (1816), Bastonets (1816), Cercolets (1816), Moros i Cristians (1816, 1851, 1877), Ball de Gitanes (1816), Ball de Dames i Vells (1816), Ball de Valencians (1816, 1851), Ball de la Rosaura (1851), Ball de la Sebastiana del Castillo (1877), el Ball de Diables (1816) i els Xiquets de Valls (1877) .

## Personatges il·lustres
- Joan Miró i Ferrà, pintor, escultor, gravador i ceramista.[cal citació]
- Agustí Sardà i Llaveria, pedagog i polític.[cal citació]
- Xavier Florencio, ciclista professional.[cal citació]
- Jacint Salvadó, pintor.[cal citació]
- Antoni Ballester i Nolla, químic i oceanògraf.[cal citació]
- Miquel Mestre Avinyó, dirigent obrer.[cal citació]
- Antoni Benaiges i Nogués, mestre pioner del mètode Freinet.[cal citació]
- La Pitota i el Pitot són els gegants del Barri de Dalt de Mont-roig del Camp.[3] La Pitota va néixer el 8 de juny de 1985 inspirada per una llegenda local. Després de l'èxit i l'acollida de la geganta, el 7 de juny de l'any següent va néixer el Pitot.[4][5] Els gegants són del tipus anomenats "manotes" que són els que tenen els braços lliures i van ser encarregats a l'escultor local Francesc Javaloy.[4]

## Llocs d'interès

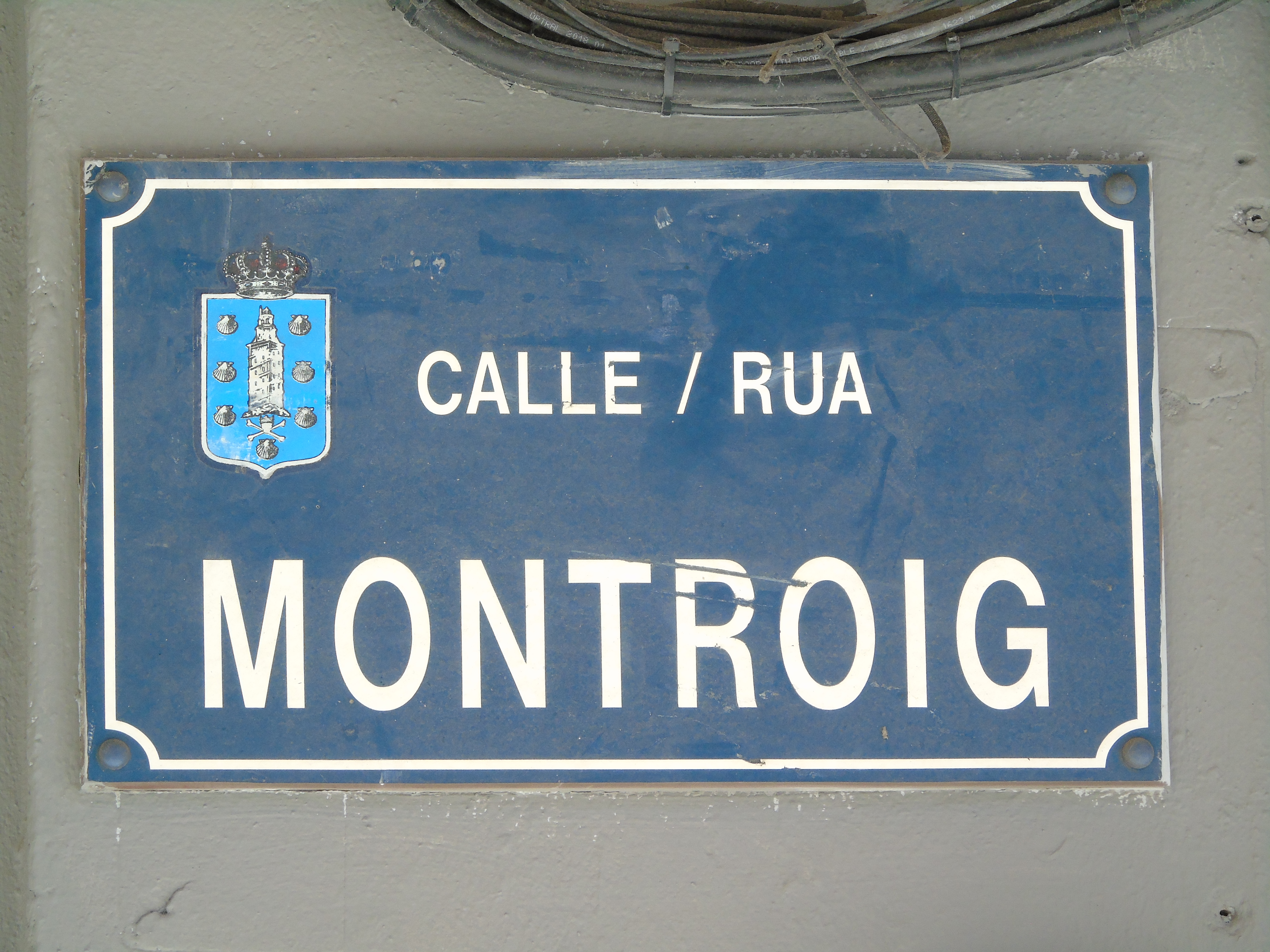
Carrer Montroig a La Corunya.

- Ermita de la Mare de Déu de la Roca.
- Església Vella, seu del Centre Miró.
- Ermita del Peiró.
- Església Nova de Sant Miquel.
- Rentadors.
- Barraques de pedra seca.
- Museu de l'Oli Solé.